# Surudia somalica
Surudia somalica är en insektsart som beskrevs av Vitaly Michailovitsh Dirsh 1961. Surudia somalica ingår i släktet Surudia och familjen gräshoppor. Inga underarter finns listade i Catalogue of Life.